# Augochlora euryale
Augochlora euryale (Augochlora (Oxystoglossella) euryale) is een vliesvleugelig insect uit de familie Halictidae. De wetenschappelijke naam van de soort werd voor het eerst geldig gepubliceerd in 1906 door Schrottky als Augochloropsis (Pseudaugochloropsis) euryale